# Albert Streit
Albert Streit (ur. 28 marca 1980 w Bukareszcie) – niemiecki piłkarz pochodzenia rumuńskiego, występujący na pozycji pomocnika w Hamburger SV.